# 吉井歌奈子
吉井 歌奈子（よしい かなこ　1978年7月13日 - ）は、日本のフリーアナウンサーで元東海テレビ放送のアナウンサー。

## 人物・経歴
特記が無い限り、プロフィールは事務所の公式プロフィールに基づく。
埼玉県所沢市出身。明治大学文学部文学科を卒業。趣味は映画観賞で、レディースデーを狙って行くことを明らかにしている。
血液型はA型。
2001年に東海テレビへ入社。2006年3月退社。
同年11月から三桂に所属し、フリーアナウンサーとして活動を再開。身長163cm。
2010年9月25日、かつて東海テレビ時代にアシスタントを務めていた『スーパーサタデー』の最終回に伴い、ビデオメッセージという形で古巣での出演を果たした。
2013年9月に結婚したことを自身の公式ブログで明らかにした。
2014年10月28日、当日時点で妊娠8ヶ月である事をブログにて報告。
2015年1月18日、3,100gの女児を出産したことをブログで報告。
2016年10月17日に第2子男児を出産。
父は元アニメーションプロデューサーでサンライズ第4代社長の吉井孝幸
。
2017年10月26日を最後に、続けていたブログ更新がストップし2021年現在は事実上活動休止状態である。

## 担当番組

### 過去の担当番組

#### 東海テレビ時代
- スーパーサタデー
- FNN東海テレニュース
- 笑瓶観光!
- 激闘!オレごはん
- お料理倶楽部 もぎたてキャッチ
- ドラゴンズTODAY
- やっぱイチバン!東海テレビ
- やっぱイチバン☆もっとパラダイス
- ダシヌキ!
- リポートあいち
- めざましテレビ公認 わがまま!気まま!旅気分（福島智之アナらと共演）

#### 東海テレビ退社後

##### テレビ
- INsideOUT（BS11、2008年4月 - 2010年3月／ただし、2009年11月 - 12月は出演休止）水曜日担当
- BS11ニュース（BS11、2008年4月 - 2010年3月／ただし、2009年11月 - 12月は出演休止）
- 新BSディベート（NHK BS1）
- アジアクロスロード（NHK BS1、2010年4月 - 2011年3月）佐野仁美キャスターと交替で担当。
- ほっと@アジア （NHK BS1、2011年4月 - 2013年3月）キャスター
- ワイド!スクランブル（テレビ朝日、2007年2月 - 降板時期不明）金曜日「耳寄り美・食・住」リポーター
- FNNスーパーニュース （フジテレビ、2008年5月 - 遅くとも2015年3月、不定期）スーパー特報/リポーター
- すてきにハンドメイド（NHK Eテレ、2013年4月 - 2016年10月、2017年1月 - 3月）司会

##### ラジオ
- 吉井歌奈子　ミュージックトリップ（文化放送、2007年4月14日 - 2009年4月4日）
- トーキョージャンボ ナイス オン サタデー（文化放送、2007年4月 - 2011年3月）プロゴルファーの牧野裕と共演
- 三四六・吉井歌奈子 TOKYO CHEERS（文化放送、2009年4月12日 - 2010年4月4日）
- ドコモ団塊倶楽部（文化放送、2010年4月 - 2012年9月）番組内のインフォマーシャル コーナーに出演
- 吉田照美 ソコダイジナトコ（文化放送、2009年8月3日・4日・5日、2011年8月17日）事務所の先輩・唐橋ユミのピンチヒッター
- 伊集院光の週末TSUTAYAに行ってこれ借りよう!（TBSラジオ、2016年5月 - 9月） - 阿部哲子の後任として、安田美香（『伊集院光とらじおと』月曜アシスタント）と交互にアシスタントを担当。
- 伊集院光とらじおと（TBSラジオ、2016年4月13日 - 2017年12月26日） - アシスタント

##### 映画
- ジェネラル・ルージュの凱旋（2009年3月7日公開、東宝）- レポーター 役